# Замак Рејт
Замак Рејт је замак у Рејту, Менхенгладбах, у немачкој савезној држави Северна Рајна-Вестфалија. Током година зграда је била породично седиште разних племићких породица, укључујући династију Булант-Рејт која је владала Рајтом више од 300 година.
Првобитно замак који датира из 1060.  палата је током година еволуирала да би постала палата каква је данас. Прво документовано помињање замка датира из 1180. године, а дао га је келнски надбискуп Филип Први када је у својој преписци поменуо приходе које је требало наплатити од тадашњег власника замка, лорд Рејта. Први господар замка који се спомиње по имену је Вилијам од Хепендорфа.
Године 1940. Јозеф Гебелс је наручио радове на преуређењу у гостињску кућу на основу планова Емила Фаренкампа. Године 1978. добио је награду Европски музеј године од Европског музејског форума. Након опсежне рестаурације од 1988. до 1993., коју је омогућило друштво Ото вон Буландт, замак Рејт је сада у великој мери отворен за посетиоце, укључујући бедеме и делове казамата.

## Историја
Замак је основан 1060. године и временом се развио у палату каква је данас. Замак први пут помиње 1180. келнски надбискуп Филип Први, који је тада у својој преписци помињао приходе које треба наплатити од власника замка, господара Рејта. Први власник замка који се спомиње по имену је Вилхајм фон Хепендорф.
Ото фон Биланд је наручио израду садашње фасаде, коју је дизајнирао Максимилијан Паскуалини, син италијанског архитекте Алесандра Паскуалинија. Паскуалини је обновио у стилу свог оца, додајући казамате и бастионе и стварајући јарак око замка. Паскуалини је такође преуредио унутрашњост, додајући камине, скулптуре и слике. Већина његових дела је и данас у добром стању.
Током 19. века, дворац је неколико пута мењао власнике, али је власницима било тешко да финансирају одржавање и замак је постепено пропадао. Град Рејт је купио замак 1917. године и након много година је делимично реновиран 1988-93. Велики делови замка су претворени у музеј и отворени за јавност. Године 1978. проглашен је Европским музејом године.